# Charles Hugh Gauthier

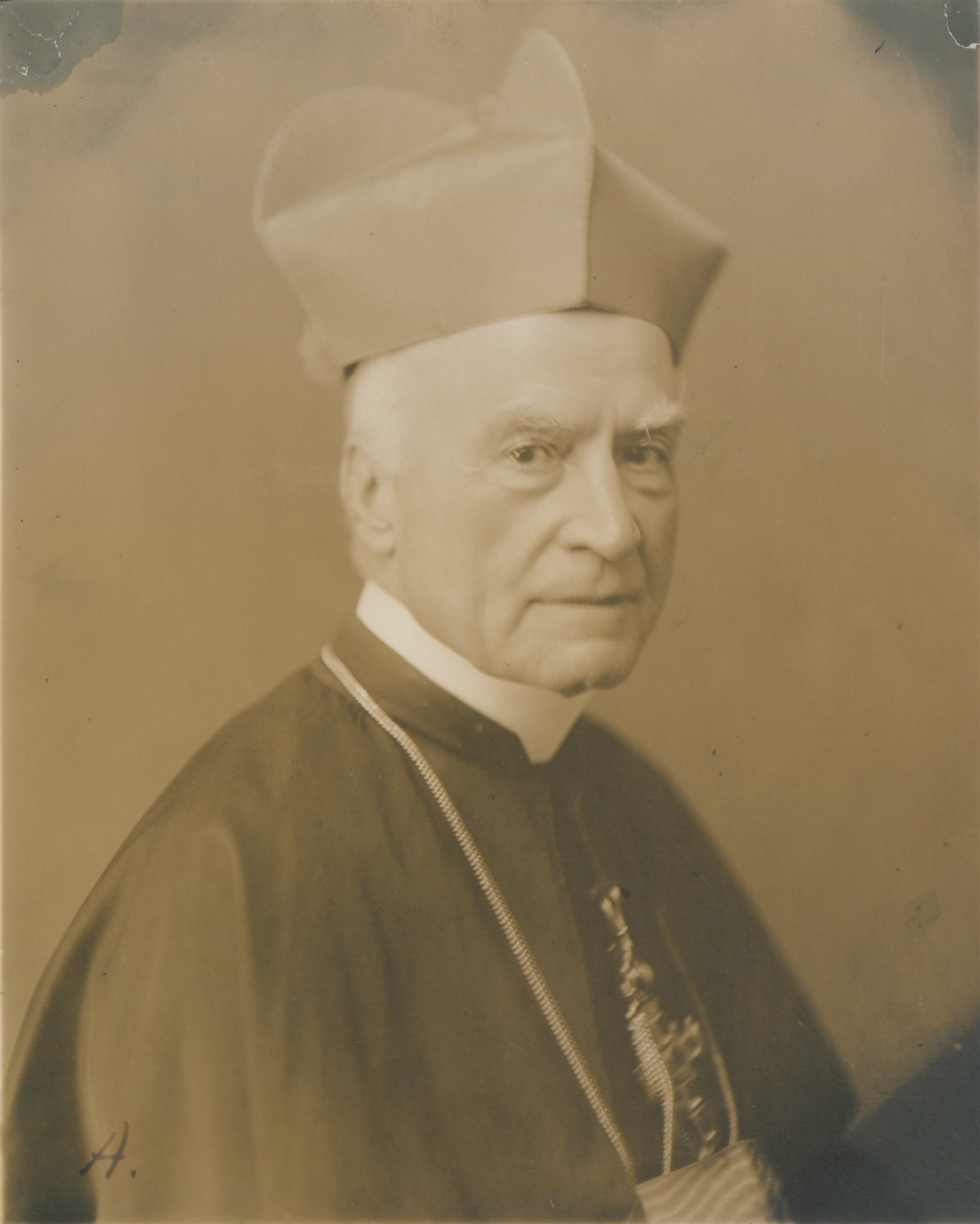
Erzbischof Charles Hugh Gauthier (1916)

Charles Hugh Gauthier (* 13. November 1843 in Alexandria, Ontario; † 19. Januar 1922 in Ottawa, Ontario) war ein kanadischer Geistlicher und römisch-katholischer Erzbischof von Ottawa.

## Leben
Charles Hugh Gauthier empfing am 28. August 1867 in Perth durch den Bischof von Kingston, Edward John Horan, das Sakrament der Priesterweihe für das Bistum Kingston.
Am 29. Juli 1898 wurde er zum Erzbischof von Kingston ernannt. Die Bischofsweihe spendete ihm am 18. Oktober desselben Jahres in der Kathedrale der Unbefleckten Empfängnis in Kingston der Erzbischof von Ottawa, Joseph-Thomas Duhamel; Mitkonsekratoren waren der Bischof von Ogdensburg, Henry Gabriels, und der Bischof von Peterborough, Richard Alphonsus O’Connor.
Am 6. September 1910 wurde Charles Hugh Gauthier zum Erzbischof von Ottawa ernannt. Die Amtseinführung erfolgte am 21. Februar des darauffolgenden Jahres.
Erzbischof Charles Hugh Gauthier blieb bis zu seinem Tod am 19. Januar 1922 im Amt und wurde in der Krypta der Kathedralbasilika Notre Dame beigesetzt.